# 난민촌 전쟁
난민촌 전쟁(아랍어: حرب المخيمات, 영어: War of the Camps)는 레바논 내전 제4기에 벌어진 하위분쟁이다. 베이루트의 팔레스타인 난민촌을 시아파 민병대인 아말 운동이 공격하면서 시작되었다.

## 같이 보기
- 레바논 내전
- 사브라-샤틸라 학살
- 로버트 피스크